# Ứng dụng hẹn hò

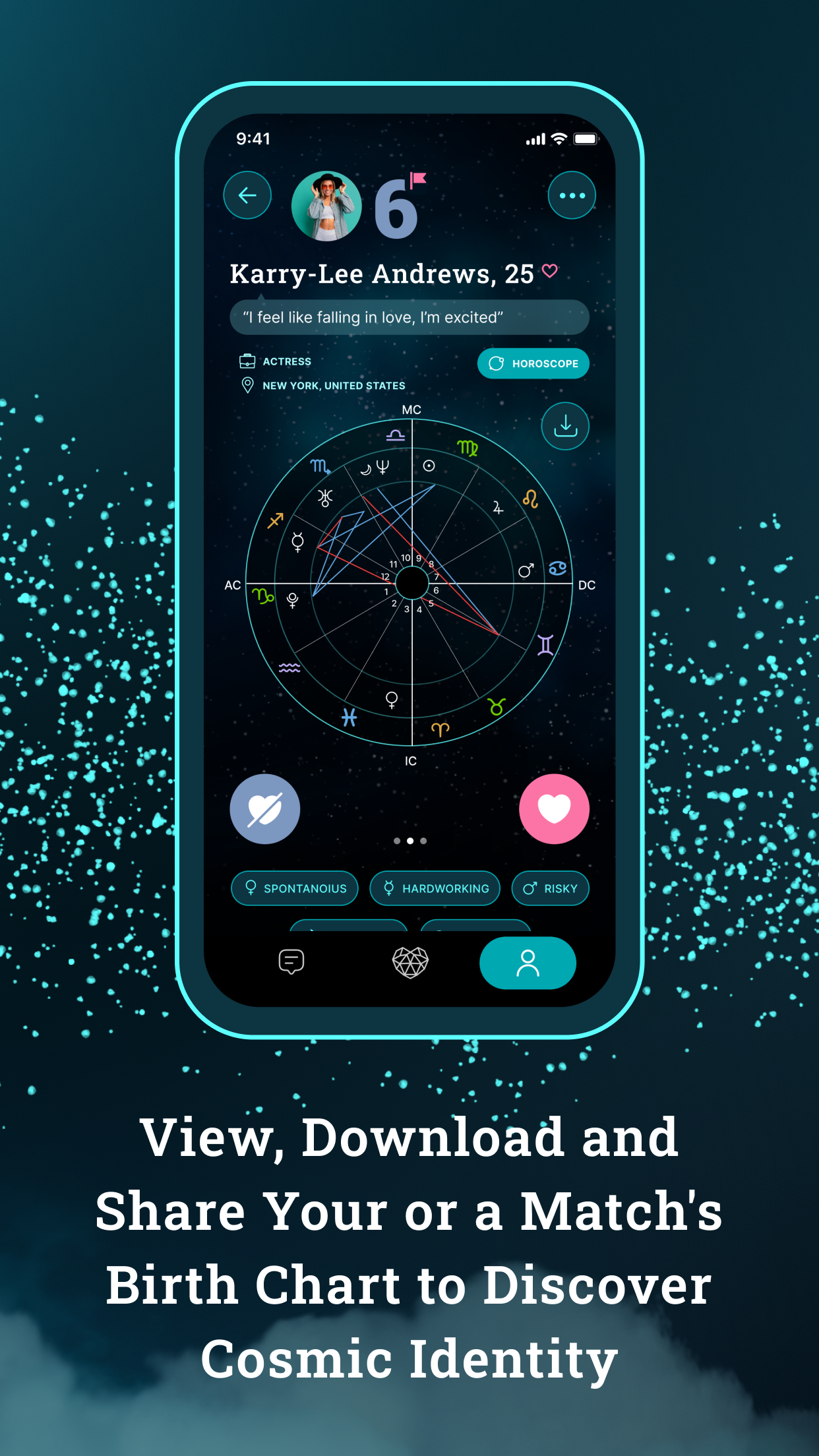
Một ứng dụng hẹn hò trực tuyến Stars Align

Ứng dụng hẹn hò (Dating app) tên đầy đủ là ứng dụng hẹn hò trực tuyến là một dịch vụ hẹn hò trực tuyến được hiển thị và kết nối thông qua ứng dụng điện thoại di động. Các ứng dụng này thường tận dụng khả năng định vị toàn cầu GPS trên điện thoại thông minh, luôn có mặt và quyền truy cập vào ví điện thoại di động. Các ứng dụng này nhằm mục đích đẩy nhanh quá trình hẹn hò trực tuyến để sàng lọc các đối tác hẹn hò tiềm năng, kết nối trò chuyện, tán tỉnh và gia tăng cơ hội gặp gỡ hoặc làm những cuộc hẹn hò trở nên lãng mạn. Các ứng dụng hẹn hò trực tuyến hiện đang phổ biến ở Hoa Kỳ. Tính đến năm 2017, hẹn hò trực tuyến (bao gồm cả ứng dụng và các dịch vụ hẹn hò trực tuyến khác) là phương tiện thông dụng mà các cặp đôi mới kết ở Hoa Kỳ gặp nhau. Tỷ lệ các cặp đôi gặp nhau trực tuyến dự kiến sẽ tăng lên 70% vào năm 2040. Việc sử dụng các ứng dụng hẹn hò trực tuyến có thể có cả ưu điểm và nhược điểm. Trong đại dịch COVID-19, Morning Consult phát hiện ra rằng ngày càng có nhiều người Mỹ sử dụng ứng dụng hẹn hò trực tuyến hơn bao giờ hết. Trong một cuộc khảo sát vào tháng 4 năm 2020, công ty phát hiện ra rằng 53% người lớn ở Hoa Kỳ sử dụng ứng dụng hẹn hò trực tuyến đã sử dụng chúng nhiều hơn trong đại dịch. Tính đến tháng 2 năm 2021, tỷ lệ đó đã tăng lên 71%.

## Tổng quan
Dịch vụ hẹn hò vi tính đầu tiên được ra mắt vào năm 1964 đó là Dịch vụ hẹn hò máy tính St. James, sau này được gọi là Com-Pat. Dịch vụ hẹn hò đầu tiên của Hoa Kỳ sử dụng dịch vụ ghép đôi vi tính là Operation Match. Dịch vụ này yêu cầu nam và nữ phải hoàn thành một bảng câu hỏi và được ra mắt vào năm 1965. Operation Match đã truyền cảm hứng cho phương pháp luận của Dateline, trở nên phổ biến vào những năm 1970 và 1980. Match.com được ra mắt vào năm 1995 và biến dịch vụ ghép đôi vi tính thành một doanh nghiệp có lợi nhuận. Các ứng dụng hẹn hò trực tuyến thường nhắm đến nhóm nhân khẩu trẻ hơn, mặc dù một số ứng dụng, như Senior Match và Silver Singles hướng đến nhóm nhân khẩu từ 50 tuổi trở lên. Ngày nay, gần 50% mọi người biết ai đó sử dụng dịch vụ hoặc đã gặp người thân yêu của họ thông qua dịch vụ. 
Sau khi iPhone ra mắt vào năm 2007, dữ liệu hẹn hò trực tuyến đã tăng vọt khi việc sử dụng ứng dụng tăng lên. Năm 2005, chỉ có 10% người từ 18-24 tuổi báo cáo đã sử dụng dịch vụ hẹn hò trực tuyến; con số này nhanh chóng tăng lên hơn 27%, khiến nhóm nhân khẩu học mục tiêu này trở thành số lượng người dùng lớn nhất cho hầu hết các ứng dụng. Khi Trung tâm nghiên cứu Pew tiến hành một nghiên cứu vào năm 2016, họ phát hiện ra rằng 59% người lớn ở Hoa Kỳ đồng ý rằng hẹn hò trực tuyến là một cách tốt để gặp gỡ mọi người so với 44% vào năm 2005. Sự bùng nổ trong việc sử dụng này có thể được giải thích bằng việc sử dụng điện thoại thông minh ngày càng tăng. Đến cuối năm 2022, dự kiến sẽ có 413 triệu người dùng đang hoạt động của các dịch vụ hẹn hò trực tuyến trên toàn thế giới. Việc sử dụng điện thoại thông minh ngày càng tăng của những người từ 65 tuổi trở lên cũng thúc đẩy nhóm dân số này sử dụng các ứng dụng hẹn hò. Trung tâm nghiên cứu Pew phát hiện ra rằng việc sử dụng tăng 8 điểm kể từ lần khảo sát gần nhất vào năm 2012. Một nghiên cứu năm 2021 cho thấy hơn một phần ba người cao tuổi đã hẹn hò trong 5 năm qua và khoảng một phần ba trong số những người cao tuổi hẹn hò đã chuyển sang sử dụng ứng dụng hẹn hò.

## Vấn đề
Hẹn hò, tìm hiểu qua ứng dụng đôi khi có quá nhiều lựa chọn có thể gây choáng ngợp. Với quá nhiều lựa chọn có sẵn, người dùng có thể bị lạc lối đắm chìm trong các lựa chọn của mình và cuối cùng dành quá nhiều thời gian để tìm kiếm ứng viên "hoàn hảo" thay vì sử dụng thời gian đó để bắt đầu một mối quan hệ thực sự. Ngoài ra, các thuật toán và hệ thống ghép đôi được đưa ra có thể không phải lúc nào cũng chính xác như người dùng nghĩ. Không có hệ thống hoàn hảo nào có thể ghép đôi tính cách của hai người một cách hoàn hảo mọi lúc. Giao tiếp trực tuyến cũng thiếu khía cạnh hóa học vật lý cần thiết để lựa chọn đối tác tiềm năng. Nhiều thứ bị mất đi, tam sao thất bản, hiểu nhầm khi dịch qua tin nhắn. Hẹn hò trực tuyến đã khiến việc hẹn hò trở nên rất hời hợt, hình ảnh trên hồ sơ của người dùng có thể khiến ai đó khớp hoặc không khớp trước khi thậm chí hiểu được tính cách của họ. Một vấn đề được khuếch đại từ các ứng dụng hẹn hò là hiện tượng được gọi là cắt liên lạc hay lặn mất tăm (Ghosting) khi một bên trong mối quan hệ cắt đứt mọi liên lạc với bên kia mà không báo trước hoặc giải thích tạo sự hụt hẫng bâng khuân, bẽ bàng. Ghosting gây ra một vấn đề nghiêm trọng cho các ứng dụng hẹn hò vì nó có thể khiến người dùng xóa ứng dụng. Vì lý do này, các công ty như Bumble và Badoo đang chế áp hành vi này bằng các tính năng mới giúp người dùng dễ dàng kết thúc cuộc trò chuyện một cách lịch sự hơn thay vì ngắt giao tiếp một cách quá đường đột, sổ sàng. Hẹn hò trực tuyến đã từng bị kỳ thị nhưng đã được chấp nhận theo thời gian đến mức hiện nay nó đã trở thành điều bình thường ở Hoa Kỳ.